# ジム・ホイットリー
ジェームズ・ホイットリー（英語: James Whitley、1979年1月28日 - ）は、北アイルランドとイングランド、ザンビアの元サッカー選手。元北アイルランド代表。ポジションはMF。

## クラブ歴
マンチェスター・シティFCの下部組織出身で、1993年に18歳でプロ契約を締結した。プロ初出場は1998年1月3日のFAカップで既に22歳であった。翌週にはリーグでも初出場を記録、その後は出場機会を増やしクラブの年間最優秀若手選手に選出された。1999年1月迄はレギュラーとして出ていたが、以降は出場機会を失った。
1999-00シーズン開始前にブラックプールFCに期限付き移籍したが、10月にマンチェスター・シティに復帰した。しかし復帰後は2月18日の試合に出場したのみで、その後シーズン終了迄ノリッジ・シティFCに期限付き移籍、さらにノーサンプトン・タウンFCに期限付き移籍したため、この試合がマンチェスター・シティでの最後の試合になった。
2001年にレクサムAFCにフリーで移籍。レギュラーとして活躍したものの、2005年2月に膝に大怪我を負い、9ヶ月の離脱となった。翌シーズンに復帰したものの、怪我が再発したため、クラブも契約延長のオファーを出さず、満了とともに引退した。

## 代表歴
北アイルランド代表としての出場経歴があり、1998年6月3日のスペイン代表戦で初出場を記録した。その後同年のトルコ代表戦に出場した。弟が初得点を記録した1999年10月9日のフィンランド代表戦が最後の代表出場となった。

## 指導歴
2022年10月、親友のロビー・サヴェージがスポーティングディレクターを務めるマクルズフィールドFCの初代U-18チーム監督に就任した。

## 私生活
父が北アイルランド人で母がザンビア人。幼少期からイングランドで過ごした。弟のジェフ・ホイットリーもサッカー選手で、マンチェスター・シティ時代のチームメイトでもあった。
幼少の頃はゴルファーを目指していたが、クラスメイトのロビー・サヴェージの影響を受けてサッカー選手となった。ロビーはマンチェスター・ユナイテッドFCの下部組織出身で、マンチェスター・シティの下部組織出身の彼とはライバルクラブの出になるが、引退後も交友が続く親友である。
選手引退後には歌手やダンサーとしての側面や、画家としてメイン・ロードに展示を行う等の文化活動も行った。